# キメラヴェリテ
キメラヴェリテ（欧字名:Chimera Verite、2017年3月11日 - ）は、日本の競走馬。2019年の北海道2歳優駿の勝ち馬である。
馬名の意味は、混種の＋真実（フランス語）。

## 競走馬時代

### 2歳（2019年）
栗東・中竹和也厩舎に入厩。半兄リアンヴェリテ（父ゴールドアリュール）がダート路線で活躍していたことから本馬もダート適性が期待され、6月15日東京の新馬戦（ダート1400m）に3番人気で出走、好位中団でレースを進めるも失速し13着と大敗。9月1日小倉の未勝利戦（ダート1700m）ではスタートから先手を取ると、最後の直線でもそのまま押し切り5馬身差をつけ初勝利を挙げる。騎乗した鮫島良太が「ハナにこだわってというオーダーでした」「まだ2戦目なので物見をしたり、フワフワするところもありました。かぶせられたくなかったので自分から動く感じで行きましたが、最後も余裕がありました。強かったですね」と振り返る快勝劇だった。福永祐一に乗り替わった9月28日阪神の1勝クラス（ダート1400m）3着を挟んで挑んだ10月31日の北海道2歳優駿では好スタートからハナを奪い逃げると、脚色は衰えることなくアベニンドリームに1馬身半差をつけ、重賞初制覇を飾る。父キズナにとってはダートでの産駒初重賞勝ちであった。だが、暮れの全日本2歳優駿では人気馬が総崩れとなったなか、さらに上位陣から大きく放された9着に大敗した。

### 3歳（2020年）
ヒヤシンスステークスで殿負けを喫すると、2戦目に芝の若葉ステークスに出走。初の芝コース出走で近走の成績も頭打ちと人気薄であったが、大逃げの手を打って2着に粘った。中竹師も「ハナにいったら粘るね。集中して走れれば、あれだけやれる」と語る会心の走りぶりで、優先出走権を得た皐月賞に挑む。だがここでは逃げバテしブービー17着に敗れると、軽斤量を見込んで出走した鳴尾記念は中団からの競馬になり道中でズルズル後退、またしてもブービーの15着と大敗した。
秋シーズン初戦は久々のダート戦となったシリウスステークスで13着、続く菊花賞では18着と殿負けを喫した。

### 4歳（2021年）
4歳初戦として門司ステークス（OP）に出走し、15着に敗れる。その後、年内に2戦走るもどちらとも二桁着順に大敗した。

### 5歳（2022年）
5歳初戦として名古屋城ステークス（OP）に出走し、15着に敗れる。続く福島民報杯（L）でも15着という結果に終わった。
その後、5月4日付けでJRA競走馬登録を抹消。岡山県真庭市のオールド・フレンズ・ジャパンで乗馬となる。

## 競走成績
以下の内容はnetkeiba.comの情報に基づく。
| 競走日     | 競馬場 | 競走名           | 格     | 距離（馬場）  | 頭 数 | 枠 番 | 馬 番 | オッズ （人気） | 着順 | タイム （上がり3F） | 着差 | 騎手      | 斤量 [kg] | 1着馬（2着馬）         | 馬体重 [kg] |
| ---------- | ------ | ---------------- | ------ | ------------- | ----- | ----- | ----- | --------------- | ---- | ------------------- | ---- | --------- | --------- | ---------------------- | ----------- |
| 2019.06.15 | 東京   | 2歳新馬          |        | ダ1400m（不） | 15    | 3     | 6     | 005.10（3人）   | 13着 | R1:30.7（40.2）     | -3.5 | 0津村明秀 | 54        | ヴィンカマヨール       | 512         |
| 0000.09.01 | 小倉   | 2歳未勝利        |        | ダ1700m（不） | 16    | 8     | 15    | 014.70（6人）   | 01着 | R1:47.9（39.4）     | -0.8 | 0鮫島良太 | 54        | （スマートラビリンス） | 524         |
| 0000.09.28 | 阪神   | 2歳1勝クラス     |        | ダ1400m（良） | 10    | 6     | 6     | 022.90（7人）   | 03着 | R1:25.2（37.5）     | -0.7 | 0福永祐一 | 54        | ファシネートゼット     | 522         |
| 0000.10.31 | 門別   | 北海道2歳優駿    | JpnIII | ダ1800m（良） | 14    | 4     | 6     | 007.40（6人）   | 01着 | R1:56.2（39.7）     | -0.3 | 0福永祐一 | 55        | （アベニンドリーム）   | 532         |
| 0000.12.18 | 川崎   | 全日本2歳優駿    | JpnI   | ダ1600m（稍） | 13    | 5     | 6     | 006.90（3人）   | 09着 | R1:44.0（41.3）     | -2.1 | 0福永祐一 | 55        | ヴァケーション         | 525         |
| 2020.02.23 | 東京   | ヒヤシンスS      | L      | ダ1600m（良） | 14    | 4     | 5     | 085.8（10人）   | 14着 | R1:41.1（38.7）     | -3.3 | 0福永祐一 | 57        | カフェファラオ         | 538         |
| 0000.03.21 | 阪神   | 若葉S            | L      | 芝2000m（良） | 12    | 8     | 12    | 063.1（10人）   | 02着 | R1:58.9（35.0）     | -0.3 | 0藤岡康太 | 56        | アドマイヤビルゴ       | 538         |
| 0000.04.19 | 中山   | 皐月賞           | GI     | 芝2000m（稍） | 18    | 7     | 14    | 063.5（10人）   | 17着 | R2:02.6（37.7）     | -1.9 | 0藤岡康太 | 57        | コントレイル           | 538         |
| 0000.06.06 | 阪神   | 鳴尾記念         | GIII   | 芝2000m（良） | 16    | 3     | 6     | 012.50（6人）   | 15着 | R2:02.7（37.6）     | -2.6 | 0岩田望来 | 52        | パフォーマプロミス     | 538         |
| 0000.10.03 | 中京   | シリウスS        | GIII   | ダ1900m（良） | 16    | 7     | 13    | 065.2（11人）   | 13着 | R2:00.8（40.4）     | -3.0 | 0松若風馬 | 53        | カフェファラオ         | 540         |
| 0000.10.25 | 京都   | 菊花賞           | GI     | 芝3000m（良） | 18    | 8     | 17    | 324.0（18人）   | 18着 | R3:11.7（41.8）     | -6.2 | 0松若風馬 | 57        | コントレイル           | 540         |
| 2021.01.17 | 小倉   | 門司S            | OP     | ダ1700m（良） | 16    | 5     | 9     | 025.10（6人）   | 15着 | R1:49.5（43.3）     | -5.0 | 0勝浦正樹 | 55        | ソリストサンダー       | 540         |
| 0000.03.21 | 中京   | 名古屋城S        | OP     | ダ1800m（不） | 15    | 5     | 9     | 036.30（9人）   | 13着 | R1:53.5（40.6）     | -4.2 | 0川又賢治 | 56        | テーオーケインズ       | 546         |
| 0000.04.11 | 阪神   | 大阪-ハンブルクC | OP     | 芝2600m（良） | 14    | 1     | 1     | 029.20（9人）   | 12着 | R2:37.0（36.0）     | -1.9 | 0藤岡康太 | 54        | ミスマンマミーア       | 542         |
| 2022.03.21 | 中京   | 名古屋城S        | OP     | ダ1800m（稍） | 16    | 1     | 2     | 113.3（14人）   | 15着 | R1:55.9（41.6）     | -4.1 | 0鮫島克駿 | 56        | グロリアムンディ       | 546         |
| 0000.04.17 | 福島   | 福島民報杯       | L      | 芝2000m（良） | 16    | 8     | 16    | 073.9（15人）   | 15着 | R2:05.4（41.2）     | -5.5 | 0亀田温心 | 53        | アンティシペイト       | 530         |

## 血統表
| キメラヴェリテの血統                            | キメラヴェリテの血統                     | キメラヴェリテの血統                  | （血統表の出典）                      | （血統表の出典） |
| 父系                                            | サンデーサイレンス系                     | サンデーサイレンス系                  | サンデーサイレンス系                  | [ § 2 ]          |
| 父 キズナ 2010 青鹿毛                           | 父の父ディープインパクト 2002 鹿毛       | *サンデーサイレンス                   | Halo                                  | Halo             |
| 父 キズナ 2010 青鹿毛                           | 父の父ディープインパクト 2002 鹿毛       | *サンデーサイレンス                   | Wishing Well                          |                  |
| 父 キズナ 2010 青鹿毛                           | 父の父ディープインパクト 2002 鹿毛       | *ウインドインハーヘア                 | Alzao                                 | Alzao            |
| 父 キズナ 2010 青鹿毛                           | 父の父ディープインパクト 2002 鹿毛       | *ウインドインハーヘア                 | Burghclere                            |                  |
| 父 キズナ 2010 青鹿毛                           | 父の母*キャットクイル Catequil 1990 鹿毛 | Storm Cat                             | Storm Bird                            | Storm Bird       |
| 父 キズナ 2010 青鹿毛                           | 父の母*キャットクイル Catequil 1990 鹿毛 | Storm Cat                             | Terlingua                             |                  |
| 父 キズナ 2010 青鹿毛                           | 父の母*キャットクイル Catequil 1990 鹿毛 | Pacific Princess                      | Damascus                              | Damascus         |
| 父 キズナ 2010 青鹿毛                           | 父の母*キャットクイル Catequil 1990 鹿毛 | Pacific Princess                      | Fiji                                  |                  |
| 母 *ルミエールヴェリテ Lumiere Verite 2007 芦毛 | 母の父Cozzene 1980 芦毛                  | Caro                                  | *フォルティノ                         | *フォルティノ    |
| 母 *ルミエールヴェリテ Lumiere Verite 2007 芦毛 | 母の父Cozzene 1980 芦毛                  | Caro                                  | Chambord                              |                  |
| 母 *ルミエールヴェリテ Lumiere Verite 2007 芦毛 | 母の父Cozzene 1980 芦毛                  | Ride the Trails                       | Prince John                           | Prince John      |
| 母 *ルミエールヴェリテ Lumiere Verite 2007 芦毛 | 母の父Cozzene 1980 芦毛                  | Ride the Trails                       | Wildwook                              |                  |
| 母 *ルミエールヴェリテ Lumiere Verite 2007 芦毛 | 母の母Play School 2001 鹿毛              | Honor Grades                          | Danzig                                | Danzig           |
| 母 *ルミエールヴェリテ Lumiere Verite 2007 芦毛 | 母の母Play School 2001 鹿毛              | Honor Grades                          | Weekend Surprise                      |                  |
| 母 *ルミエールヴェリテ Lumiere Verite 2007 芦毛 | 母の母Play School 2001 鹿毛              | Pantufla                              | Rubiano                               | Rubiano          |
| 母 *ルミエールヴェリテ Lumiere Verite 2007 芦毛 | 母の母Play School 2001 鹿毛              | Pantufla                              | Rebut                                 |                  |
| 母系(F-No.)                                     | (FN:20)                                  | (FN:20)                               | (FN:20)                               | [ § 3 ]          |
| 5代内の近親交配                                 | Northern Dancer：5×5 Secretariat：5×5    | Northern Dancer：5×5 Secretariat：5×5 | Northern Dancer：5×5 Secretariat：5×5 | [ § 4 ]          |
| 出典                                            | 1. 2. 3. 4.                              | 1. 2. 3. 4.                           | 1. 2. 3. 4.                           | 1. 2. 3. 4.      |

- 全妹アリスヴェリテは2024年マーメイドステークス優勝馬。